# عبد اللطيف الفولتلي
محمد عبد اللطيف الصودري الفولتلي (بالبنغالية: আব্দুল লতিফ চৌধুরী ফুলতলী) ؛ 25 مايو 1913 - 16 يناير 2008)، المعروف بشمس العلماء ورئيس القراء، كان عالم بنجلاديشي في العلوم الدينية مثل الحديث النبوي وعلم القراءة والتصوف.

## الولادة والنشأة
ولد عبد اللطيف الصودري في قرية فلتلي، ذكيغنج، قسم سلهت، رئاسة البنغال ( بنغلاديش الحالية) ، الهند البريطانية .  
ونسبه هو: عبد اللطيف الصودري، ابن المفتي الشاه عبد المجيد الصودري النقشبندي، ابن الشاه محمد هيرون، ابن الشاه محمد دانش، ابن الشاه محمد صادق، ابن الشاه محمد إلٰهي بخش، ابن الشاه محمد أعلىٰ بخش.   اعلى بخش كان من نسل الشاه كمال اليمني، أحد زملاء الشيخ جلال مجرد الكنيائي، جاء سلهت ونشر الإسلام فيها. 
استقر سيد قبيلته شاه كمال بهلوان في قرية مقامدوار في جلالفور، سلهت بعد الفتح الإسلامي عام 702 هـ. جده الخامس شاه محمد اعلىٰ بخش هاجر من جلالفور إلى فولتلي وكان من بين الحكماء الذين تحدوا الدين الإلهي للسلطان جلال الدين أكبر.

## الحياة التعليمية
تلقى العلامة الفولتلي تعليمه الابتدائي من عائلته، وقد علمه ابن عمه فاطر علي، أثناء دراسته في المدرسة الابتدائية. ثم تعلم علم القراءة والتجويد عند القاري سيد علي. بعدئذ العلامة الفولتلي التحق بمدرسة رنجاوتي، ودرس هناك بنجاح حتى نهاية التعليم الثانوي العالي. 
في سنة 1338 هـ، التحق بمدرسة بدرفور العالية للتعليم العالي. ثم التحق بالمدرسة العالية برامبور في الهند وودرس فيها الفنونات وتلقى العلوم الإسلامية في فنون مختلفة. ثم التحق بمدرسة مطلع العلوم للتخصص في الحديث النبوي .
في عام 1355 هـ، حصل العلامة الفولتلي على إجازة في الحديث بعد أن حقق نتائج متميزة في كلية الحديث، وحصل على مرتبة الشرف من الدرجة الأولى. حصل أيضًا على شهادة في علم التفسير وعلم الفقه. 
في عمره ال 18، وكان العلامة الفولتلى حصل على الإجازة في الطرق الصوفية من مرشده قطب الإقطاب أبو يوسف شاه محمد يعقوب البدرفوري، الذي كان خليفة لحافظ أحمد الجونفوري. درس العلامة الفولتلي علم القراءة مع التجويد في مكة المكرمة على يد رئيس القراء الشيخ أحمد عبد الله الحجازي الطهطاوي رحمه الله. 

## مسار وظيفي
كان الشيخ عبد النور الغركفني (1880-1963) في البدرفور عالم ديني الذي طلب من الشيخ عبد اللطيف الفولتلي ليدرسهم علم القراءة. فبدأ العلامة الفولتلي تدريس علم القراءة في المسجد المرتبط بضريح آدم الخاكي في عام 1946. 
في عام 1940 أسس العلامة الفولتلي مؤسسة دار القراءة المجيدية وبذل جهوده لتعليم التلاوة الصحيحة للقرآن الكريم. يوجد الآن أكثر من ألفي فرع من فروع الثقة في جميع أنحاء العالم تعمل على تثقيف الناس في مجال التجويد.  
وكان العلامة عبد اللطيف الفولتلي يدرس علم الحديث النبوي في مختلف المدارس الإسلامية في بنغلاديش طوال حياته.

## المنظمات
- مؤسسة دار القراءة المجيدية الفولتلي
- أنجمن الإصلاح، بنغلاديش [9]
- أنجمن الإصلاح، المملكة المتحدة [10]
- انجمن الإصلاح الولايات المتحدة
- بنجلاديش انجمن تلاميذ الإسلامية
- أنجمن المدارس العربية، بنجلاديش
- دار الحديث اللطيفية
- دار القراءة المجيدية، المملكة المتحدة
- لطيفية قاري سوسيتي، الولايات المتحدة
- لطيفية قاري سوسيتي، المملكة المتحدة
- لطيفية قاري سوسيتي، بنجلاديش
- اللطيفية يتيم خانه، بنغلاديش [11]
- جمعية العلماء، المملكة المتحدة
- دار الحديث اللطيفية، شمال غرب المملكة المتحدة [12]

## الوفاة
توفي العلامة الفولتلي يوم الخميس 15 يناير 2008 في الساعة 2:10 صباحاً في بلدته سيلهت. صلاة جنازته وقعت بعد يوم من وفاته بعد صلاة العصر بإمامة ابنه الأكبرالشيخ العلامة محمد عماد الدين. وتقدر التقارير الإعلامية في بنجلاديش أن ما بين 2 و 2.5 مليون حضروا في جنازته.    

## كتب
- القول السديد في القراءات والتجويد كتاب شامل لعلم التجويد. تتكون في الأصل من الأردية، وقد ترجمت إلى البنغالية والإنجليزية.
- التنوير على التفسير شرح معمق لسورة البقرة .
- منتخب السير ، سيرة النبي محمد صلى الله عليه وسلم في ثلاثة مجلدات.
- أنوار السالكين، كتاب أردو في مجال التصوف ، يشرح المراحل المختلفة لمسار السالك إلى الله.
- الشجرة الطيبة، أسماء الشيوخ للطريقة الجشتية ، القادرية ، النقشبندية والمجددية .
- الخطبة اليعقوبية، وتجميع لخطبات الجمعة باللغة العربية.
- نالائى قلندر، مجموعة شعرية باللغة الأردية.
- نِيك عمل، كتاب في البنغالية حول الأعمال الحسنة. [16]